# Hypoxylon subdisciforme
Hypoxylon subdisciforme är en svampart som beskrevs av J.D. Rogers, Y.M. Ju & Hemmes 2006. Hypoxylon subdisciforme ingår i släktet Hypoxylon och familjen kolkärnsvampar.   Inga underarter finns listade i Catalogue of Life.